# 모하메단 SC (다카)
모하메단 SC는 방글라데시의 축구단이다. 현재 방글라데시 프리미어리그에 참가하고 있다.

## 우승
- 다카 리그: 1957,1959,1961,1963,1965,1966,1969,1975,1976,1978,1980,1982,1986,1987,1988–89,1993,1996,1999,2002
- 방글라데시 페더레이션컵: 1980*, 1981, 1982*, 1983, 1987, 1989, 1995, 2002, 2008, 2009
- 방글라데시 인디펜던스컵: 1972, 1991, 2014
- 방글라데시 슈퍼컵: 2009, 2013
- 내셔널 챔피언십: 2001–02, 2005–06

## 선수 명단

### 현역
참고: FIFA 자격 규정에 따라 소속된 국가대표팀 국기를 표시합니다. 선수는 복수의 FIFA 비회원국 국적을 가지고 있을 수 있습니다.
| 번호 | 포지션 | 국적         | 이름                   |
| ---- | ------ | ------------ | ---------------------- |
| 5    | DF     | 나이지리아   | 엠마누엘 토니 아그바지 |
| 10   | FW     | 말리         | 술레이만 디아바테      |
| 17   | MF     | 우즈베키스탄 | 무자파르 무자파로프    |

| 번호 | 포지션 | 국적       | 이름            |
| ---- | ------ | ---------- | --------------- |
| 37   | FW     | 나이지리아 | 선데이 엠마누엘 |

## 역대 감독
| 감독                | 임기        |
| ------------------- | ----------- |
| 강만영(대행)        | 1995        |
| 강만영              | 2004 ~ 2005 |
| 알파즈 아메드(대행) | 2014        |
| 알파즈 아메드       | 2023 ~      |

틀:모하메단 SC (다카) 선수 명단